# Una donna semplice
Una donna semplice (Une histoire simple) è un film del 1978 diretto da Claude Sautet.
Ha avuto una nomination per l'Oscar al miglior film straniero.

## Trama
Marie, una giovane donna divorziata e madre di un adolescente, decide di abortire del bambino che attende dal suo amante, Serge e dal quale  vuole separarsi.
Oltre alle vicende di Marie, nel film si dipanano le storie di persone vicine a Marie. Storie fatte di preoccupazioni e di drammi, come il suicidio di Jérôme, minacciato di licenziamento.
Marie si riavvicinerà all'ex marito, dal quale scoprirà di attendere un secondo figlio, che deciderà di allevare da sola.

## Riconoscimenti
- 1980 - Premio Oscar
  - Candidatura come Miglior film straniero (Francia)
- 1979 - David di Donatello
  - David speciale a Romy Schneider
- 1979 - Premi César
  - Migliore attrice protagonista a Romy Schneider
  - Candidatura come Miglior film
  - Candidatura per il Miglior regista a Claude Sautet
  - Candidatura per il Migliore attore protagonista a Claude Brasseur
  - Candidatura per il Migliore attore non protagonista a Claude Brasseur
  - Candidatura per la Migliore attrice non protagonista a Arlette Bonnard
  - Candidatura per la Migliore attrice non protagonista a Eva Darlan
  - Candidatura per la Migliore sceneggiatura a Bernard Vézat
  - Candidatura per la Migliore fotografia a Jean Boffety
  - Candidatura per la Miglior colonna sonora a Philippe Sarde
  - Candidatura per il Miglior sonoro a Pierre Lenoir